# Кљанов (Долж)
Кљанов (рум. Cleanov) насеље је у Румунији у округу Долж у општини Карпен. Oпштина се налази на надморској висини од 194 m.

## Становништво
Према подацима из 2002. године у насељу је живело 1648 становника, од којих су сви румунске националности.